# Ajapsandali
Ajapsandali (en georgiano: აჯაფსანდალი) o ajapsandal (en azerí: əcəbsəndəl) es un plato tradicional de Georgia y Azerbaiyán, que también es popular en el Cáucaso septentrional. Consiste en un plato conformado con cebolla, berenjena, patatas, tomate, pimiento morrón, perejil y otros condimentos, a veces acompañado de carne de cordero o de res.
Ajapsandali es un plato familiar dentro de la gastronomía azerbaiyana y georgiana. Los principales ingredientes son berenjenas, tomates, pimiento morrón, ajo y cilantro. Algunas variaciones del plato también incluyen patatas y chile. Todos los ingredientes del ajapsandali son comunes dentro de la dieta georgiana y azerí, y están disponibles durante las temporadas de verano.

## Etimología
La etimología exacta es desconocida. Entre sus teorías podrían haber sido una traducción desde el idioma azerí como "¡Qué delicioso  eres!"